# Boston Society of Film Critics Awards 1994
La 15ª edizione dei Boston Society of Film Critics Awards si è svolta il 18 dicembre 1994.

## Premi

### Miglior film
- Pulp Fiction (Pulp Fiction), regia di Quentin Tarantino
- Vanya sulla 42esima strada (Vanya on 42nd Street), regia di Louis Malle
- Ed Wood, regia di Tim Burton

### Miglior attore
- Albert Finney - I ricordi di Abbey (The Browning Version)
- Wallace Shawn - Vanya sulla 42esima strada (Vanya on 42nd Street)
- Henry Czerny - The Boys of St. Vincent

### Migliore attrice
- Julianne Moore - Vanya sulla 42esima strada (Vanya on 42nd Street)
- Linda Fiorentino - L'ultima seduzione (The Last Seduction)
- Brooke Smith - Vanya sulla 42esima strada (Vanya on 42nd Street)

### Miglior attore non protagonista
- Martin Landau - Ed Wood

### Migliore attrice non protagonista
- Kirsten Dunst - Intervista col vampiro (Interview with the Vampire) e Piccole donne (Little Women)
- Dianne Wiest - Pallottole su Broadway (Bullets Over Broadway)
- Tracey Ullman - Pallottole su Broadway (Bullets Over Broadway), Una figlia in carriera (I'll Do Anything) e Prêt-à-Porter

### Miglior regista
- Quentin Tarantino - Pulp Fiction
- Louis Malle - Vanya sulla 42esima strada (Vanya on 42nd Street)
- Robert Redford - Quiz Show

### Migliore sceneggiatura
- Quentin Tarantino e Roger Avary - Pulp Fiction
- Paul Attanasio - Quiz Show
- François Girard e Don McKellar - Trentadue piccoli film su Glenn Gould (Thirty Two Short Films About Glenn Gould)

### Miglior fotografia
- Stefan Czapsky - Ed Wood

### Miglior documentario
- Hoop Dreams, regia di Steve James

### Miglior film in lingua straniera
- Tre colori - Film rosso (Trois couleurs : Rouge), regia di Krzysztof Kieślowski  ·  Francia/ Polonia